# Волчок Ігор Семенович
Ігор Семенович Волчок (рос. Игорь Семёнович Волчок; 4 жовтня 1931, Москва — 16 квітня 2016, Москва) — радянський та російський футбольний тренер. Заслужений тренер РРФСР (1972).
Як тренер, прославився тим, що багато хто з його підопічних пізніше успішно проявляли себе у тренерській діяльності: Юрій Сьомін, Володимир Ештреков, Олександр Авер'янов, Валерій Газзаєв, Гіві Нодія, Валерій Петраков, Володимир Шевчук, Віталій Шевченко, Валерій Гладилін, Курбан Бердиєв.

## Кар'єра
В ігровій кар'єрі великих успіхів не досягав. Був капітаном збірної Москви, а також виступав за дублюючі склади московських клубів «Торпедо» (1950) і ЦБЧА (1951-52).

### Кар'єра тренера
Після закінчення кар'єри футболіста він почав працювати тренером. З 1955 по 1959 рік він тренував заводську команду «Авангард» (Електросталь) з Московської області та був тренером-методистом стадіону імені Леніна.
1960 року увійшов до тренерського штабу «Дніпра» (Дніпропетровськ), а з серпня 1962 року був старшим тренером «Труда» (Ногінськ).
З 1964 року входив до тренерського штабу «Шахтаря» (Караганда), а у сезоні 1966 року очолював цю команду, після цього став помічником у луганській «Зорі». У 1968—1970 роках очолював «Волгу» (Калінін).
1970 року став начальником команди «Локомотив» (Москва), де пропрацював до липня 1972 року, після чого до кінця року став головним тренером команди. З початку 1973 року повернувся на посаду директора команди, але в травні того ж року остаточно став головним тренером і працював на цій посаді по 1978 рік, а також з 1983 по 1985 роки. Під керівництвом фахівця «червоно-зелені» повернулися до Вищої ліги СРСР (1974) і виходили в півфінал Кубка СРСР (1978). Також «залізничники» двічі виграли Кубок Міжнародного спортивного союзу залізничників (1974, 1976). Найвище досягнення з «Локомотивом» в чемпіонатах СРСР — 6-е місце (1977).
В перерві між роботою у «Локомотиві» Волчок очолював «Кайрат» (липень 1979—1981) і «Таврію» (до травня 1982), а також був начальникос відділу футболу Спорткомітету Москви (липень 1982 — серпень 1983).
У 1990—1991 роках очолював «Навбахор». З 1993 по 1995 роки Ігор Семенович працював з ярославським «Шинником». З 1996 по 1998 роки Волчок був головним тренером «Рубіна» і в 1997 він вивів клуб в Першу лігу російської першості.
В подальшому працював з «Автомобілістом» (Ногінськ) та «Єлецем», а також недовго очолював узбецький «Навбахор», з яким став бронзовим призером чемпіонату країни.
Останнім місцем тренерської роботи Волчка був клуб «Єлець», головним тренером команди якого Ігор Семенович був протягом 2005 року, а до того у 2003—2004 роках був тренером-консультантом.
Помер 16 квітня 2016 року на 85-му році життя у місті Москва.

## Досягнення
- Переможець Першої ліги СРСР: 1974
- Дворазовий володар Кубка Міжнародного спортивного союзу залізничників: 1974, 1976
- Бронзовий призер Чемпіонату Узбекистану: 2003
- Заслужений тренер РРФСР: 1972

## Особисте життя
Прізвище при народженні — Волчек. У результаті плутанини в документах після армійської служби прізвище змінилося на Волчок. Родич Галини Волчек по батьківській лінії.